# ランディ・スノー
ランディ・スノー（Randy Snow、1959年5月24日 - 2009年11月19日）はアメリカの車いすアスリートで実業家。パラリンピック4大会（ニューヨーク・ストークマンデビル、バルセロナ、アトランタ、シドニー）で3つの競技（陸上競技、車いすテニス、車いすバスケットボール）に出場、金メダル2個、銀メダル2個、銅メダル2個を獲得した。

## 来歴
テキサス州出身、右利き。十代の頃は州の大会にも出場するテニス選手であったが、16歳のときに農作業中の事故により下半身不随となる。1977年、テキサス大学オースティン校に入学、車いすバスケットボールのチームを結成した。指導者のジェームズ・ヘイズ（James A. Hayes, 1949年7月28日 - 2008年5月24日）。がいた同大学テキサス大学アーリントン校に転校、車いすレースと車いすテニスも始めた。
1984年、ロサンゼルスオリンピックでエキシビション種目として行われた車いす陸上の1500mで銀メダル、同年の1984年ニューヨーク・ストークマンデビルパラリンピックでもメダルを獲得した。車いすテニスでは1981年から1993年にかけて全米オープン10勝を果たし、1991年には世界チャンピオン、1992年のバルセロナパラリンピックでは男子シングルスおよびダブルスの金メダリストとなった。ワシントンD.C.でビル・クリントン大統領から聖火リレーのトーチを手渡された1996年のアトランタパラリンピックでは、車いすバスケットボールのアメリカ代表チームの一員として銅メダルを獲得。2000年のシドニー大会では車いすテニスに出場したが、デビッド・ホールに敗れ、メダル獲得はならなかった。
テキサス大学アーリントン校で経済学の学位を取得後、サンライズメディカル社のマリリン・ハミルトンのもとで働き、後に独立した。講演・執筆活動などのほか、コーチとして車いすテニスの普及にも取り組み、ジュニアや途上国の選手らを対象に指導も行っている。2002年、国際テニス連盟からその功績を称えられブラッド・パークス賞を受賞した。 2004年7月にはパラリンピック選手としては初めてアメリカ合衆国オリンピック殿堂入りした。
2009年11月19日に50歳で死去した。スノーは2012年に国際テニス殿堂入りを果たした。

## 主要大会獲得タイトル（車いすテニス）

### 男子シングルス

#### スーパーシリーズ
- 全米オープン
  - 1991, 1993

#### マスターズ
- NEC車いすテニスマスターズ
  - 1994

#### その他
- パラリンピック
  - 1992

### 男子ダブルス

#### スーパーシリーズ
- 全米オープン
  - 1994[3]

#### その他
- パラリンピック
  - 1992[4]

### 国別対抗団体戦
- ワールドチームカップ
  - 1986, 1995

## 註
1. ↑  18歳で脊髄を損傷。テキサス大学アーリントン校を卒業後、同校で障害をもつ学生のアドバイザーとして勤務、これと平行して車いすバスケットボールと車いすテニスのプログラムを開始し、同大学における障害をもつ学生のためのスポーツ奨学金制度を整備した。のちに大学の車いすバスケットボールチームの専任コーチに就任、チームを7度の全米車いすバスケットボール選手権優勝に導いた。自身も1984年ニューヨーク・ストークマンデビルパラリンピックの陸上競技に出場、銅メダルを獲得している（100mおよび200m）。“Obituaries: James A. Hayes 1949-2008” (英語). Star-Telegram.com (2008年5月26日). 2008年10月5日閲覧。
2. ↑  International Tennis Federation (2002年6月17日). “Randy Snow to receive Brad Parks Award” (英語). Wheelchair Tennis. 2008年10月5日閲覧。
3. ↑  パートナーはミック・コネル（オーストラリア）。
4. ↑  パートナーはブラッド・パークス（アメリカ）。